# SpaceX Crew-2
SpaceX Crew-2, auch kurz Crew-2, war der dritte bemannte Flug eines Crew-Dragon-Raumschiffs. Die Mission wurde von dem US-amerikanischen Raumfahrtunternehmen SpaceX im Auftrag der NASA durchgeführt. Sie startete am 23. April 2021 und brachte vier Astronauten für einen sechsmonatigen Langzeiteinsatz zur ISS. Erstmals wurde eine wiederaufbereitete Crew-Dragon-Kapsel verwendet, die Endeavour genannte Kapsel der SpX-DM2-Mission. Am 9. November 2021 landete das wiederverwendbare Raumschiff wieder auf der Erde.

## Besatzung
NASA, ESA und JAXA gaben am 28. Juli 2020 die Besatzung für den Flug bekannt. Der Zubringerflug gehört den Missionen ISS-Expedition 65 und ISS-Expedition 66 an. Pesquests Mission wird von der ESA auch Alpha genannt.
- Shane Kimbrough, Kommandant (3. Raumflug, USA/NASA)
- Megan McArthur, Pilotin (2. Raumflug, USA/NASA)
- Akihiko Hoshide, Missionsspezialist (3. Raumflug, Japan, JAXA)
- Thomas Pesquet, Missionsspezialist (2. Raumflug, Frankreich, ESA)

Der deutsche Astronaut Matthias Maurer gehörte laut ESA der Ersatzmannschaft an.

## Missionsverlauf
Der Start der Mission war zunächst für den 22. April 2021 geplant. Tags zuvor wurde der Termin jedoch auf dem 23. April verschoben, weil wegen vorhergesagten Schlechtwetters im Nordwestatlantik ein zu großes Risiko im Falle einer Notlandung und Bergung der Raumkapsel angenommen wurde.
Das Raumschiff dockte am 24. April 2021 am forward port des ISS-Moduls Harmony an. Um die ISS für das Andocken des Testflugs Orbital Flight Test-2 des Raumschiffs CST-100 Starliner vorzubereiten, wurde das Raumschiff am 21. Juli 2021 von diesem Port wieder abgedockt und an den zenith port des gleichen ISS-Moduls angedockt.
Der Rückflug zur Erde begann am 8. November 2021 mit dem Abdocken von der ISS und endete mit der Wasserung des Raumschiffs vor der Küste Floridas am 9. November 2021.